# أزمة الميزانية
أزمة الميزانية هو الاسم الغير رسمي لعدم قدرة النظام الرئاسي على تمرير الميزانية من خلال السلطة التشريعية أو التنفيذية . إذا لم يتم اتخاذ التدابير الطارئة لميزانية الحكومة، قد تتطور أزمة الميزانية إلى اغلاق دوائر حكومية مؤقتاً وكذلك توقف للخدمات غير الضرورية كالمتاحف والمتنزهات العامة حتى يتم تمرير الميزانية.